# Portálový jeřáb

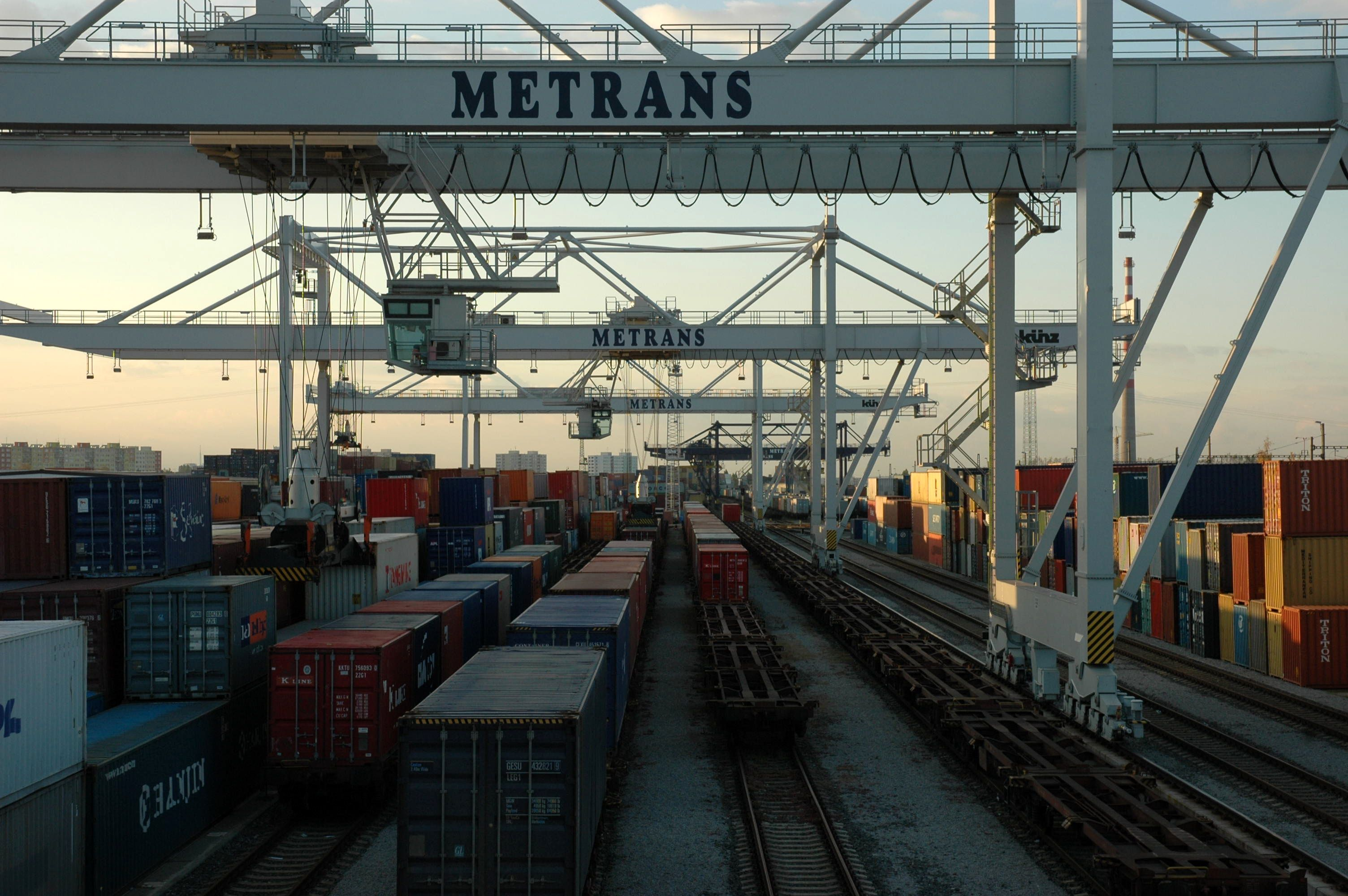
Kontejnerový terminál Praha-Uhříněves - velké portálové jeřáby, jejichž konstrukci tvoří dva portály, které jsou od sebe vzdálené několik metrů, takže vlastní kočka svou konstrukcí připomíná mostový jeřáb

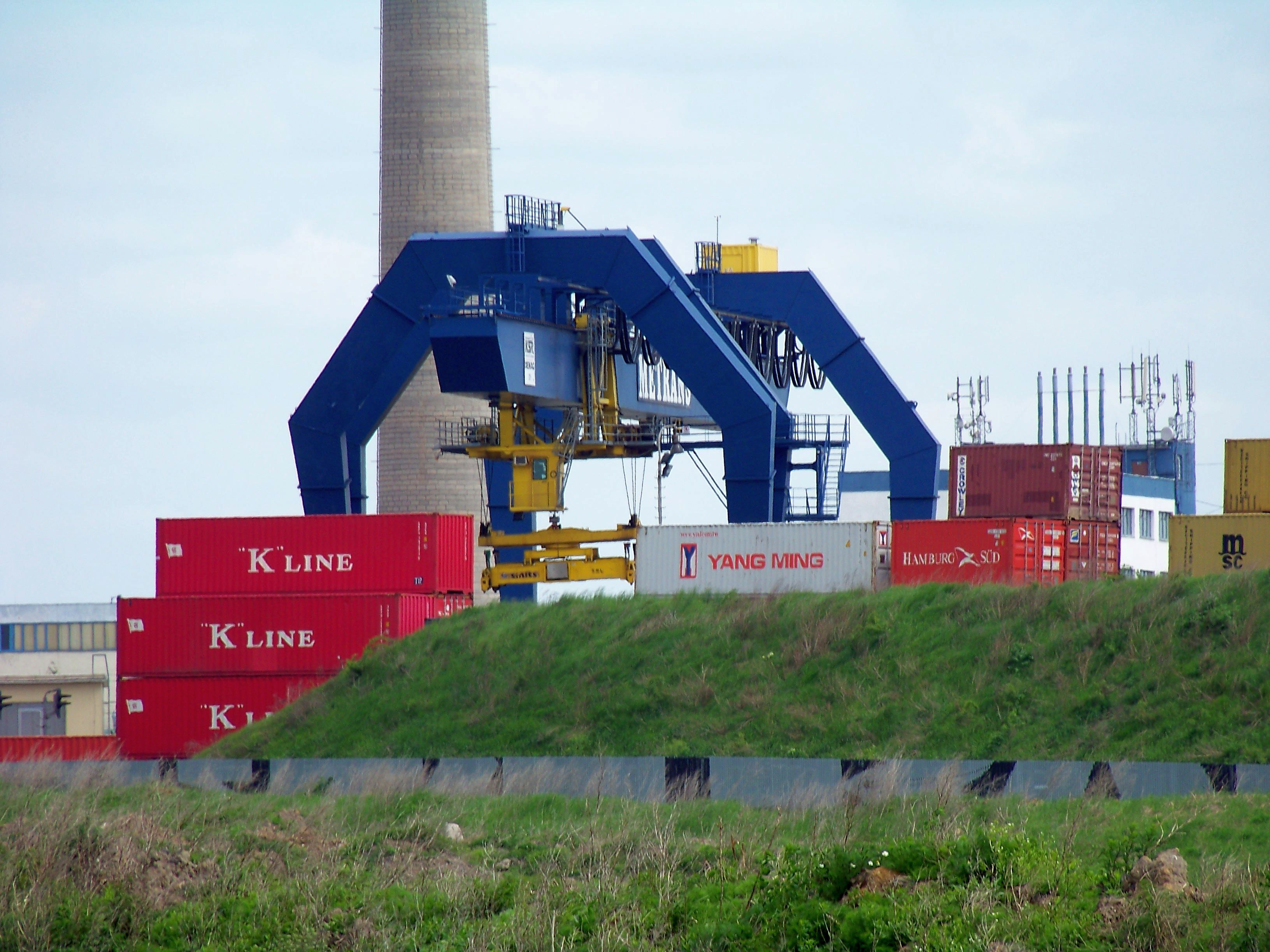
Kontejnerový terminál Praha-Uhříněves, novější jeřáb s jedním mohutným nosníkem a zavěšenou kočkou

Portálový jeřáb je jeřáb s trvalým umístěním. Konstrukce portálového jeřábu se skládá z mostu, a dvou stojin pevně spojených s mostem. Nosná konstrukce se tak podobá portálu. Portálové jeřáby mohou být umístěné pevně, nebo mohou být v určitém rozsahu pohyblivé po vlastní dráze nebo po určené ploše.. Pokud je jedna stojina nahrazena dráhou ve výši mostu (jeden konec mostu je přímo opatřen pojezdem), nazývá se takový jeřáb poloportálový. Portálové a poloportálové jeřáby se používají v přístavech, na otevřených skládkách, překladištích nebo také ve výrobních, montážních a skladovacích halách.

## Rozdělení podle konstrukce
- Portálové (poloportálové) jeřáby s kočkou
- Portálové (poloportálové) jeřáby s otočným výložníkem
- Portálové překládací mosty

### Portálové (poloportálové) jeřáby s kočkou
Most jeřábu tvoří dráhu, po které se pohybuje malý vozíček s vlastním zdvihacím zařízením - tzv. kočka. Kočka může být podvěšena, jezdit uvnitř mostu nebo na mostě. Kočka se přemisťuje ručně, vlastním pohonem nebo externím pohonem zpravidla pomocí lan.
Podle pohyblivosti se tyto jeřáby dělí na:
- Nepohyblivé - tzv. kozlíkové
- Pohyblivé - s vlastním pohonem nebo ručně přemístitelné (pouze v případě malých jeřábů)
- Radiální - jedna opěra nebo jeden konec mostu je usazen na ložisku, kolem kterého se konstrukce otáčí. Opět s vlastním nebo ručním pohonem.

### Portálové (poloportálové) jeřáby s otočným výložníkem
Používají se hlavně v přístavních překladištích. Jeřáb je opatřen výložníkem, na kterém je přímo zavěšen prostředek pro zavěšení břemene, anebo se ve vodorovném výložníku může pohybovat kočka.

## Galerie

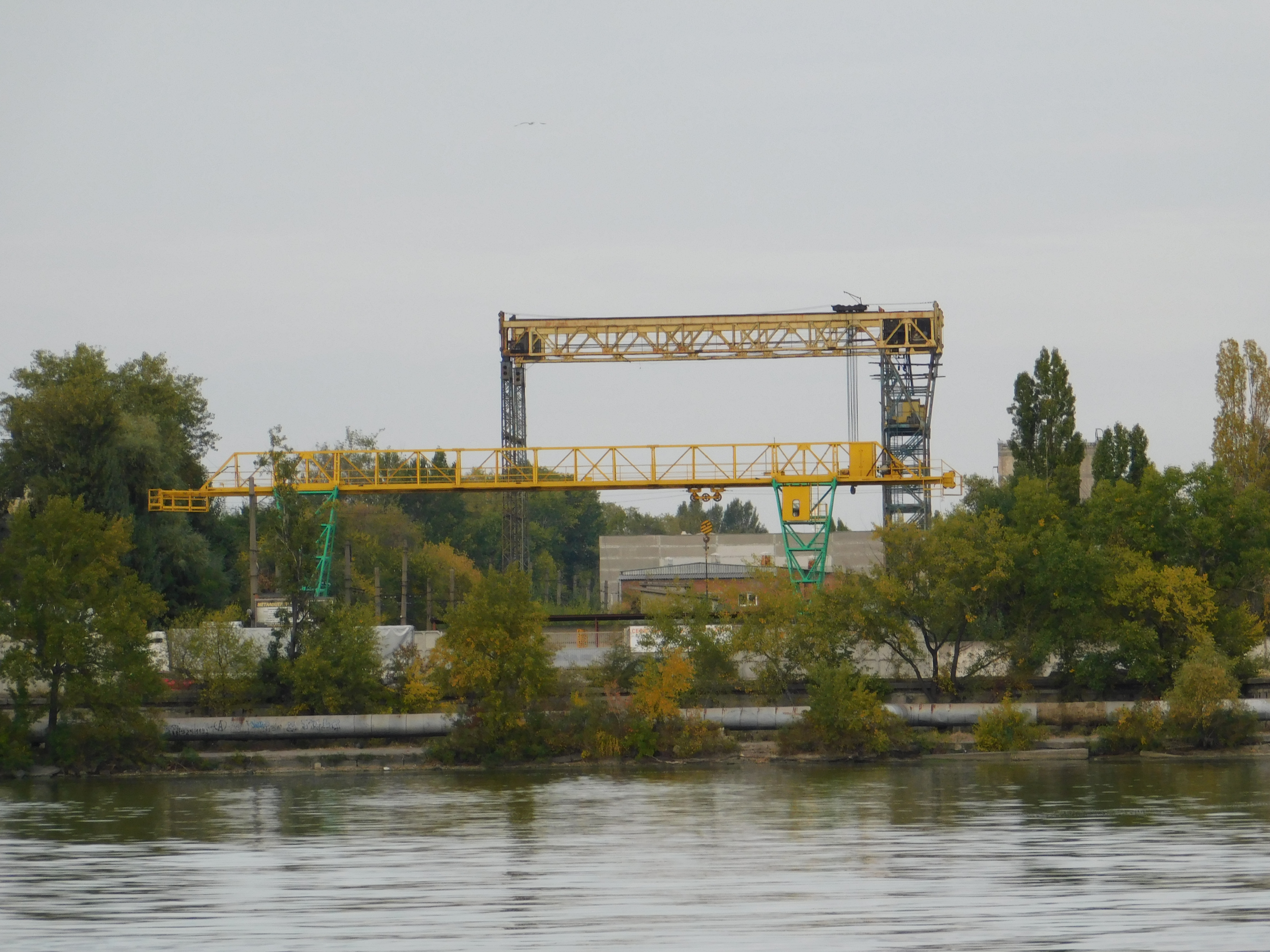
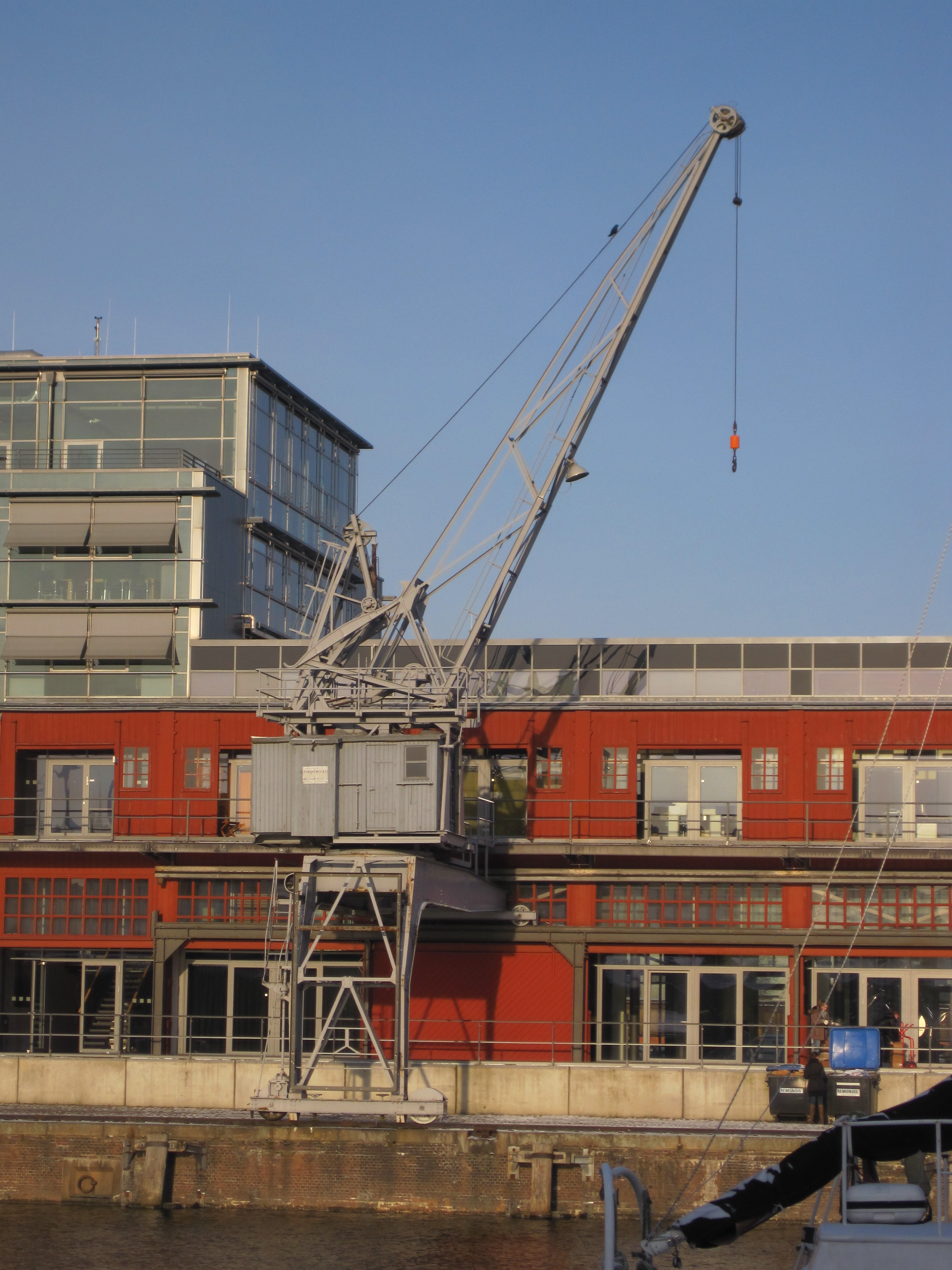
Poloportálový jeřáb s výložníkem
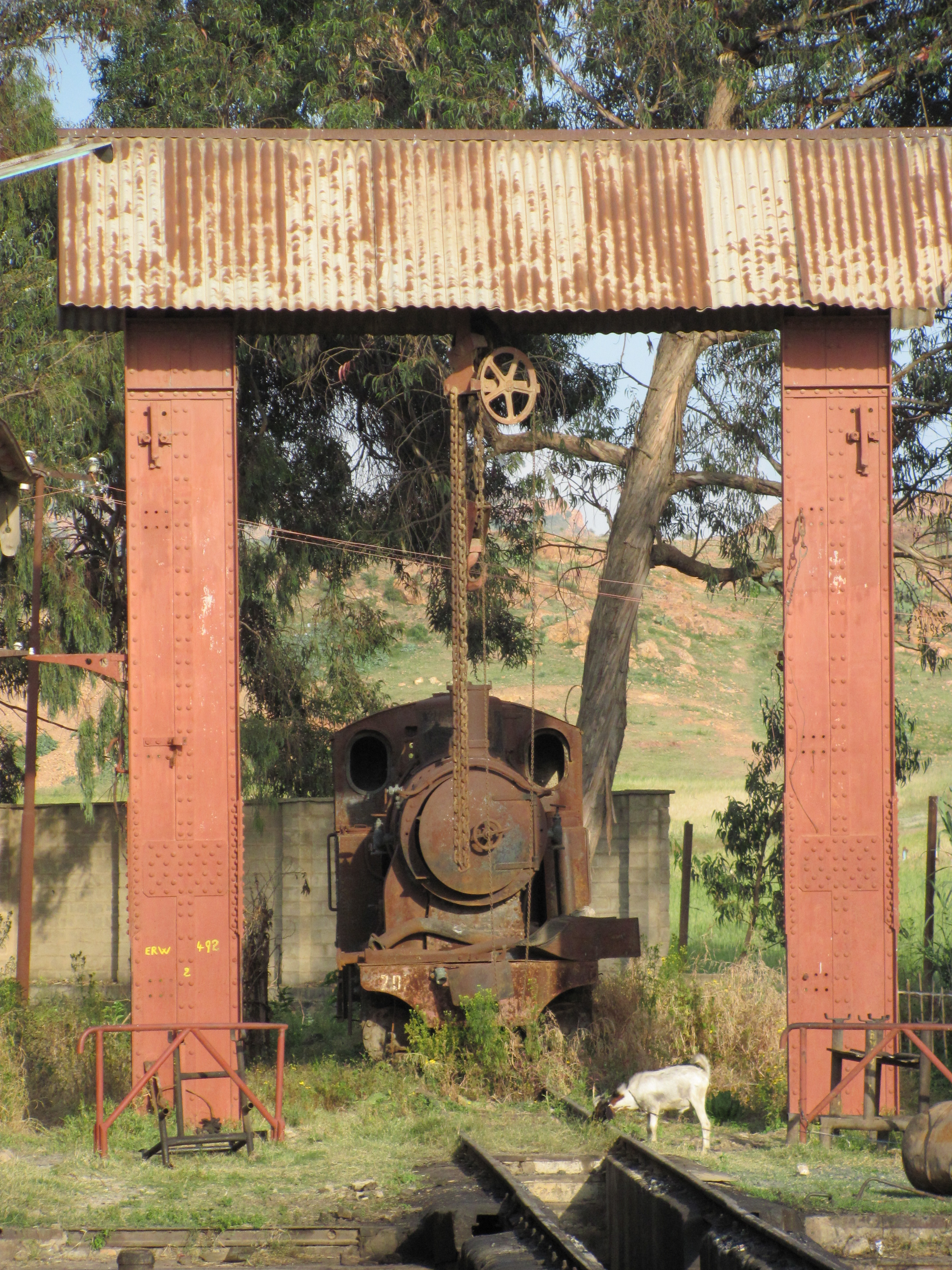
Malý, pevně umístěný portálový jeřáb
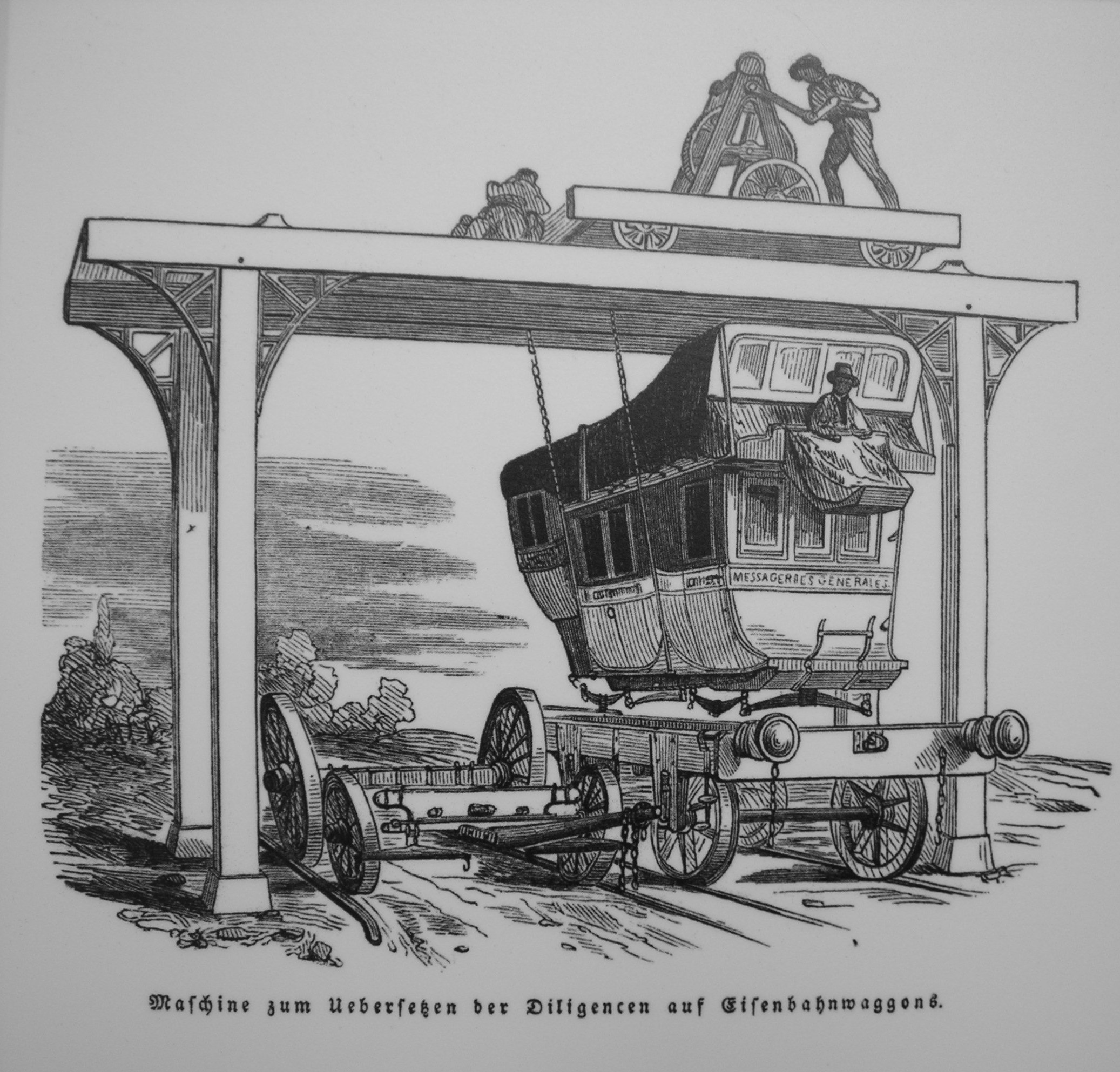
Portálový jeřáb s ručním pohonem
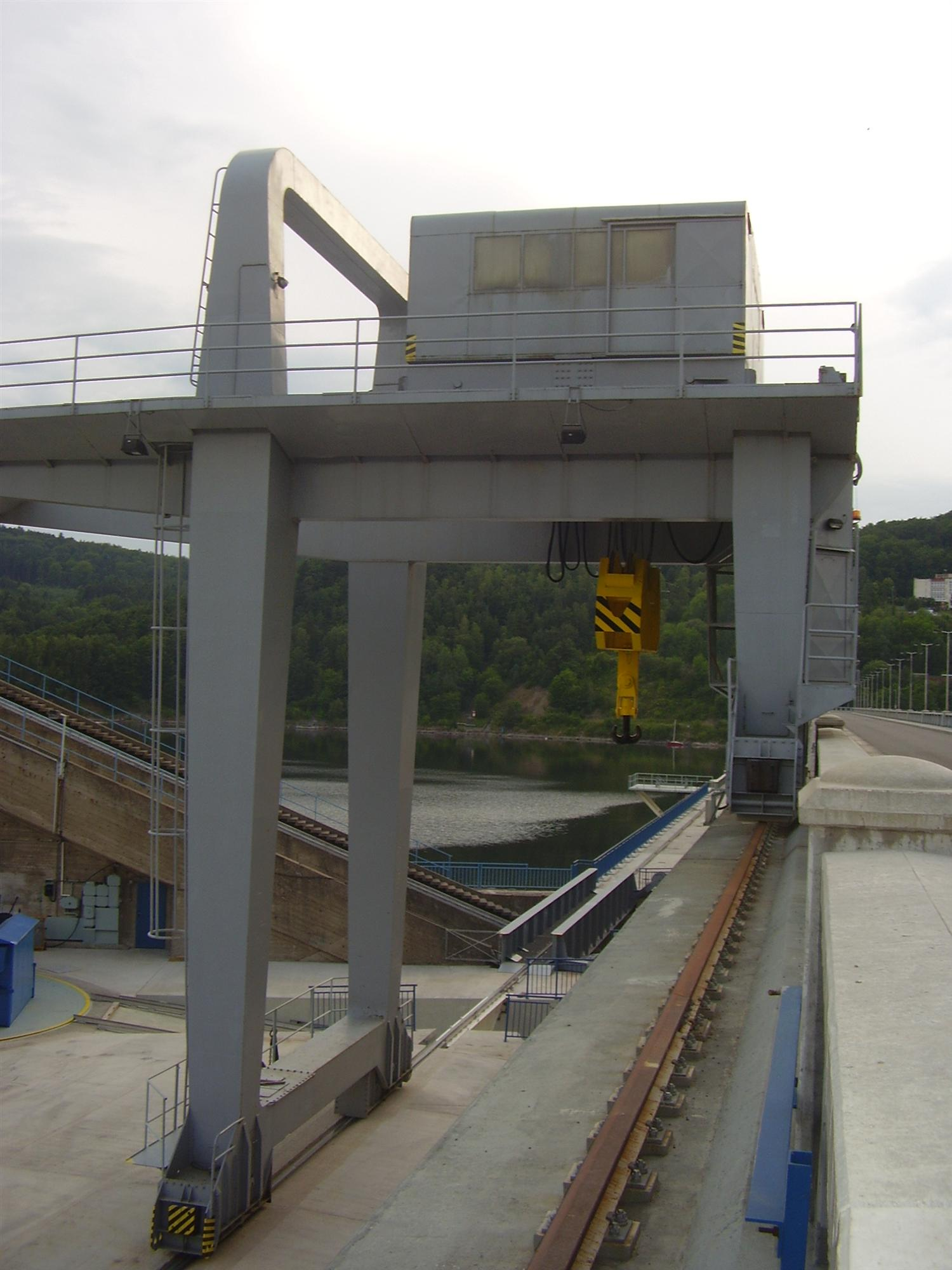
Portálový jeřáb pro manipulaci s malými plavidly na Orlické přehradě